# Henry Elliott
Henry Elliott (fl. XX secolo) è stato un calciatore inglese.

## Carriera
Inglese di nascita, giocò in Francia con il Stade Hélvetique de Marseille, club con il quale vinse il campionato di calcio organizzato dall'Union des sociétés françaises de sports athlétiques o USFSA nel 1909.
La stagione seguente passò al Genoa, con il quale giocò una buona stagione personale giocando 14 partite e segnando 7 volte, raggiungendo nella sua unica stagione in rossoblu il quarto posto della classifica finale. 
Nel suo periodo tra le file del Grifone fece parte delle commissioni tecniche che insieme al capitano/allenatore Daniel Hug decideva le formazioni.

## Palmarès

### Club

#### Competizioni nazionali
- Championnat de France de football USFSA: 1

Stade Hélvetique Marseille: 1909